# 馬科斯·阿隆索·門多薩
马科斯·阿隆索·门多萨（西班牙語：Marcos Alonso Mendoza，1990年12月28日—），是一名西班牙職業足球员，司职左後衛。現效力於西甲球隊切爾達。前西班牙國家足球隊成員。

## 俱乐部生涯

### 皇家马德里
阿隆索出生于西班牙首都马德里，童年时代就加入皇家马德里训练营，并在2008年开始代表征战西乙联赛。
从2009年12月11日起，他第一次被提升到一线队进行训练，准备和巴伦西亚的联赛，但没有入选最终的18人名单。直至2010年4月4日，他在2比0击败桑坦德竞技的比赛进行到第90分钟时替补出场，完成代表皇家马德里队的处子秀。

### 博尔顿
2010年7月27日，英超球会博尔顿宣布签入阿隆索，具体转会金额并未透露，合約為期三年。8月24日，他在博尔顿客场1比0击败南安普顿的英格兰联赛杯中首次代表博尔顿登场。他的英超首秀则是在2011年1月1日，在客场1比2不敌利物浦的联赛中替补保罗·罗宾逊出场。

### 費倫天拿
2013年5月31日，意甲球會佛罗伦萨簽入剛約滿英冠博尔顿的阿朗素，合約為期三年。

### 新特蘭(借用)
2013年12月30日，英超球會桑德兰宣佈從佛罗伦萨借入23歲的阿朗素，由2014年1月1日開始至球季結束。

### 車路士
2016年8月31日，英超球會車路士宣佈從佛罗伦萨簽入25歲的阿朗素，合約期為五年，而转会費為2,300萬磅。
2016年11月5日，在斯坦福桥球場5-0战胜埃弗顿的比赛中，阿隆索打入了他於車路士的第一个进球。

### 巴塞罗那
2022年9月2日，阿隆索在经双方同意离开切尔西后，与西甲俱乐部巴塞罗那签署了一份为期一年的合同。

## 國家隊
2018年3月27日，在西班牙對陣阿根廷的友誼賽中，阿隆索完成西班牙國家隊首秀，幫助球隊6-1取勝。

## 獎項
切爾西
- 英超：2016–17[9]
- 英格蘭足總盃：2017–18[10]
- 歐霸盃：2018-19
- 歐冠：2020–21[11]
- 歐洲超級盃：2021[12]
- 世俱杯：2021

巴塞隆納
- 西班牙超级杯冠軍 : 2022–23[13]
- 西甲冠軍 : 2022–23[14]

## 私人生活
阿隆索的祖父和父亲都是足球运动员，而且都有代表西班牙国家队出场的经历。祖父马科斯·阿隆索·伊马斯曾经为皇家马德里一线队效力8个赛季。而父亲马科斯·阿隆索·佩尼亚在西甲联赛中出场超过300次，职业生涯的大部分时间都是在皇家马德里的死敌马德里竞技和巴塞罗那踢球。
2011年5月2日阿隆索在馬德里因車禍而被拘捕，他駕駛的座駕撞牆，導致一名20歲女乘客死亡，他被指駕車時體內酒精超標。